# ジェシー・タイラー・ファーガソン
ジェシー・タイラー・ファーガソン（Jesse Tyler Ferguson,  1975年10月22日 - ）は、アメリカ合衆国の俳優である。

## 来歴
1975年、モンタナ州ミズーラに生まれる。幼い頃にニューメキシコ州のアルバカーキへ移り住んでおり、そこで育った。幼少期から俳優への憧れがあり、アルバカーキを拠点とする児童劇団へ入団。その間に様々な舞台で経験を積み、高校を卒業した後にニューヨークにある演劇学校American Musical and Dramatic Academyへ進学した。2000年にテレビ映画『Sally Hemings: An American Scandal』でデビューを果たし、2006年から準レギュラーキャストとして出演したシットコムの『The Class』で注目された。映画やテレビなどで活躍する一方、ブロードウェイやオフ・ブロードウェイなどの舞台へも精力的に出演を重ね、俳優としての確固たる地位を築き上げた。
また2009年から出演したコメディドラマ『モダン・ファミリー』では、他のキャストらと共に2011年から2014年まで続けて全米映画俳優組合賞アンサンブル賞を受賞したほか、個人ではプライムタイム・エミー賞へも5度ノミネートされている。

## 出演作品

### 映画
- Sally Hemings: An American Scandal (2000)
- Ordinary Sinner (2001)
- Griffin & Phoenix (2006)
- AV Club (2006) ※テレビ映画
- ブラックサイト Untraceable (2008)
- Wonderful World (2009)
- 8 (2012) ※ビデオ作品
- 2013 Do Something Awards (2013)
- コカイン・ベア Cocaine Bear (2023)

### テレビドラマ
- The Class (2006 - 2007)
- アグリー・ベティ Ugly Betty (2007, 2010)
- Do Not Disturb (2008)
- The Battery's Down (2009)
- モダン・ファミリー Modern Family (2009 - 2014)
- Submissions Only (2012)
- Web Therapy (2013)
- Hot in Cleveland (2013)
- エルズベス Elsbeth (2024)

## 参照
1. ↑  https://web.archive.org/web/20140122060352/http://abc.go.com/shows/modern-family/cast/character-mitchell
2. ↑  “Jesse Tyler Ferguson Biography”. 2014年8月24日閲覧。
3. ↑  https://www.imdb.com/name/nm0272479/awards/?ref_=nm_awd